# طب الأسنان في جميع أنحاء العالم
يمارس طب الأسنان في جميع أنحاء العالم بأشكال مختلفة، وكذلك يختلف التدريب في طب الأسنان.

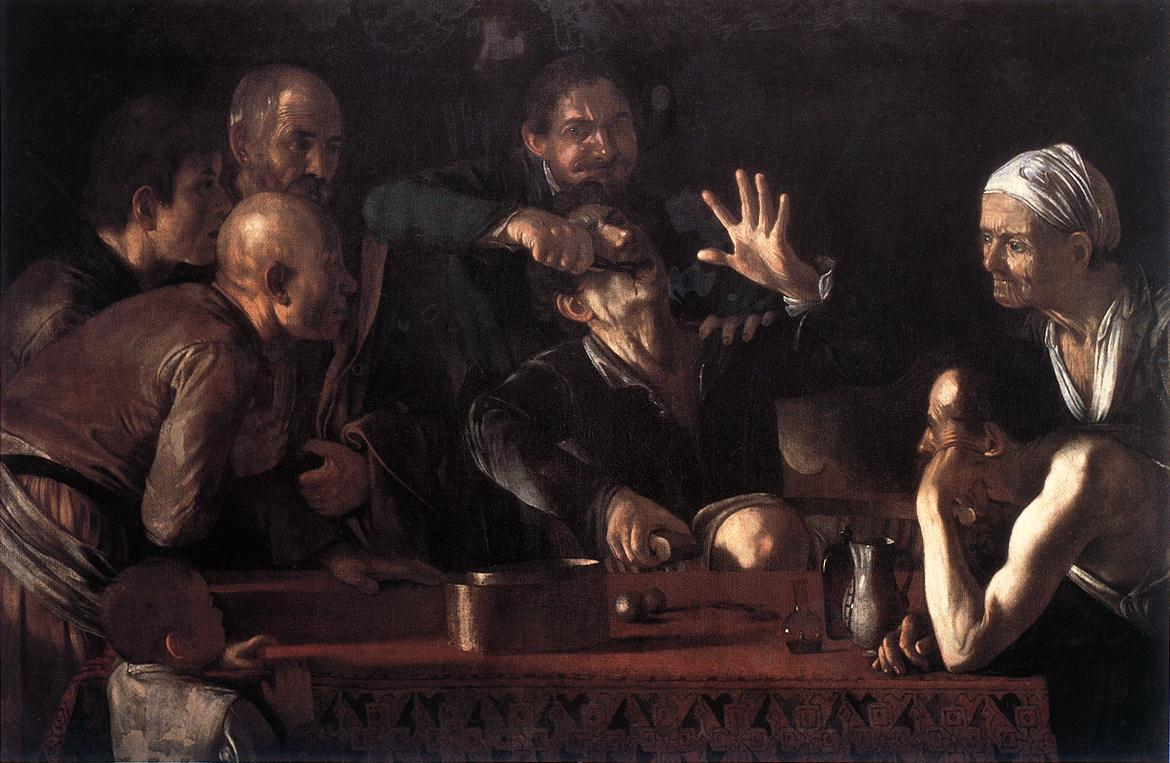
"قالع الأسنان"
- تنسب إلى كارفاجيو (1571-1610)

## أستراليا
يتم الإشراف على طب الأسنان الأسترالي من قبل مجلس الأسنان الأسترالي وبورد الأسنان الأسترالي وتعد الهيئة المهنية لأطباء الأسنان هي جمعية الأسنان الأسترالية. يجب على أطباء الأسنان المتدربين في أستراليا تلبية متطلبات دخول إحدى المؤسسات الأسترالية التي تقدم دورات طب الأسنان، ومن ثم استكمال التدريب الأكاديمي المطلوب بدوام كامل لنيل درجة طب الأسنان. إذا كان أطباء الأسنان يرغبون في التخصص، يجب عليهم استكمال دراسة إضافية بعد حصولهم على التجربة السريرية.
للتمكن من ممارسة طب الأسنان في أستراليا (اعتبارًا من يوليو 2010) يجب الحصول على التسجيل والترخيص من بورد الأسنان الأسترالي. وبصفة عامة، فإن الأشخاص الوحيدون الذين يحق لهم التقدم بطلب تسجيلهم كأطباء أسنان هم الأشخاص الذين يحملون مؤهلاتDDS، BDS، BDSc، BDent BDentSc، DMD، MDent، أو GradDipDent من جامعة أسترالية أو نيوزيلندية معتمدة. عادة لن يتم منح التسجيل لخريج أجنبي حتى يجتاز امتحانات  ADC و/أو الانتهاء من برنامج متقدم مقدما لمدة سنتين من أجل الحصول على مؤهل طب الأسنان المعتمد محليًا.
 تقدم كلا من جامعات كوينزلاند، أديلايد، غرب أستراليا، غريفيث، جيمس كوك، سنترال ستيرت ولاتروب الحصول على درجة طب الأسنان في 5 سنوات لطلاب المرحلة الجامعية الأولى. تقدم جامعة سيدني برنامج دخول الخريجين الذي يبلغ 4 سنوات ويتطلب توافر درجة البكالوريوس السابقة للقبول. جامعة ملبورن لديها أيضا برنامج طب الأسنان ل4 سنوات ابتداء من عام 2011. المؤهلات التي تمنحها هذه المدارس تفي بالمتطلبات الأكاديمية الرسمية للتسجيل. 
وغالبا ما يعرف القبول بمدرسة طب الأسنان في الجامعية في أستراليا بأصعب حالات القبول بين بلدان أخرى. فقط 1٪ من جميع المتقدمين المؤهلين سنويا يتم قبولهم للدراسة في جامعات طب الأسنان في أستراليا والحصول على الدخول في برامج طب الأسنان.
تشمل كليات طب الأسنان الأسترالية ولكن لا تقتصر عليهم: 
- جامعة أديلايد
- جامعة ملبورن
- جامعة كوينزلاند
- جامعة سيدني
- جامعة ويسترن أستراليا
- جامعة لا تروب
- جامعة جريفيث
- جامعة جيمس كوك
- جامعة تشارلز ستورت

## البرازيل
تكمن الخطوة الأولى حتى تصبح طبيب أسنان في البرازيل هي إجراء امتحان في عشر مواد (الأحياء، الفيزياء، الكيمياء، الرياضيات، الأدب، وأحد اللغات الخمسة الأساسية التي تعرض من قبل الجامعات، البرتغالية، التاريخ، الجغرافيا) والذي قد يتم مقارنته بامتحان السات في الولايات المتحدة الأمريكية. وتختلف هذه الامتحانات باختلاف الجامعات؛ ومع ذلك، تعد دراسة الأسنان من أصعب الدراسات التي يستطيع الفرد الحصول عليها وفي الأغلب يكون الطلاب فيها من الطبقة العليا نظرا لصعوبتها ورسومها التعليمية المكلفة. على الطلاب إكمال خمس سنوات للحصول على بكالريوس جراحة الأسنان. ويتطلب من الخريجين الحصول على سنة أو سنتين من الخبرة. يتم توفير دعم كلية طب الأسنان من القطاعين العام والخاص. يجب أن يتم تسجيل استنتاج الدورة ومرخصة من قبل مجلس الأسنان تأميم البرازيل من أجل حصول الطلاب على شهادة طب الأسنان. ومع ذلك، العيادات الخاصة هي المكان الأكثر شيوعًا لذهاب الشخص الذي بحاجة إلى طبيب الأسنان. يهيمن اليوم على السوق الخاص الشركات الكبيرة التي توظف معظمها أطباء الأسنان حديثي التخرج. مع ذلك هناك الآلاف من العيادات الصغيرة المنتشرة في جميع أنحاء البلاد. ويشرف على ممارسة طب الأسنان في البرازيل (CFO Conselho Federal de Odontologia)، وهو كيان اتحادي ينسق هيئات الدولة ال 27. تضم هذه المؤسسة 340,000 طبيب أسنان مسجل و 191 جامعة و/أو كلية في البرازيل. أصبحت البرازيل دولة رائدة على المستوى الدولي في مجالات مثل أبحاث طب الأسنان الدولية، زراعة الأسنان، اللثة، علاج الجذور، الاستعاضة، طب أسنان الأطفال، تقويم الأسنان، جراحة الفم والوجه والفكين. قسم طب الأسنان البرازيلي يتطور، في جميع أنحاء الدولة، العديد من التقنيات المبتكرة وأبحاث طب الأسنان المتعلقة بجوانب مختلفة، وقد وضعت جامعة ساو باولو فوب / جامعة جنوب المحيط الهادئ بحوث طب الأسنان طب الأطفال مؤخرا بحثا ملحوظا تتعلق «دراسة آثار العلاج الكيميائي المضاد للميكروبات الضوئية على Streptococcus mutans» على بقاء الخلايا العوالق والبيوفيلم من S. mutans UA159، لاختبار فعالية من نموذج بيوفيلم في تقييم عملية إزالة المعادن. أطباء الأسنان في السوق المشتركة لبلدان المخروط الجنوبي مؤهلون للعمل في الأرجنتين وشيلي وباراغواي وأوروغواي وبيرو.

## كندا
تتم مراقبة ممارسة طب الأسنان في كندا من قبل المجلس الوطني لاختبار بورد طب الأسنان في كندا (NDAEB)، في حين يتم الإشراف على التخصص من قبل الكلية الملكية لأطباء الأسنان. اليوم، كندا لديها حوالي 16,000 طبيب أسنان. رعاية طب الأسنان الكندية الحكومية ليست للعامة بيد أن بعض المقاطعات توفر الرعاية المجانية للأسنان للأطفال وكبار السن. يتم تغطية رعاية طب الأسنان لدى الكنديين الآخرين في الغالب من قبل العمل، ولكن العديد منهم يجب أن يدفع من جيبه.
بالنسبة لمعظم أوائل فترة الاستعمار كان طب الأسنان ممارسة نادرة وغير عادية في كندا. في الحالات الصعبة، الحلاقون أو الحدادون يقلعون الأسنان، ولسنوات عديدة كندا تخلفت وراء التقدم الأوروبي. كان أول أطباء الأسنان في كندا من الموالون للإمبراطورية المتحدة الذين فروا من الثورة الأمريكية. وكان أول طبيب أسنان مسجل في كندا هو السيد هيوم الذي أعلن في صحيفة هاليفاكس في عام 1814.
خلال النصف الأول من القرن التاسع عشر، توسع طب الأسنان بسرعة. في عام 1867 تأسست جمعية طب الأسنان في أونتاريو، وفي عام 1868 أسسوا أول مدرسة طب الأسنان في كندا فيتورونتو، الكلية الملكية لجراحي الأسنان في أونتاريو. وافقت جامعة تورونتو على أن تكون مرتبطة مع مدرسة طب الأسنان. مع مرور الوقت، أنشأت الجامعات الكندية الأخرى أيضا برامج لطب الأسنان. ومع ذلك، فإن جامعة تورونتو لا تزال لديها أكبر مدرسة طب الأسنان في كندا والتي تتميز بها معظم فرص الدراسات العليا فضلا عن الشهادات لجميع تخصصات طب الأسنان. كلية UBC لطب الأسنان تدعم خمسة برامج تخصصية هي الاستعاضة السنية، علاج الجذور، تقويم الأسنان، طب أسنان الأطفال وعلاج اللثة.
 لا يغطي نظام الرعاية الصحية الكندي الرعاية الصحية للأسنان، كما هي في العديد من البلدان الأخرى، على الرغم من أن خدمات طب الأسنان العام يتم تقديمها منذ فترة طويلة لفئات معينة من السكان. مع ذلك، قدرت الدراسات أن ما لا يقل عن 6 ملايين من الكنديين يتجنب الذهاب إلى طبيب الأسنان بسبب التكلفة.
كليات طب الأسنان الكندية
- جامعة تورنتو (1868)
- جامعة مكغيل (1905)
- جامعة مونتريال (1905)
- جامعة دالهاوسي (1908)
- جامعة ألبرتا (1923)
- جامعة مانيتوبا (1958)
- جامعة كولومبيا البريطانية (1964)
- جامعة ويسترن أونتاريو (1966)
- جامعة ساسكاتشوان (1968)
- جامعة لافال (1971)

## تشيلي
في تشيلي يتطلب من أطباء الأسنان ست سنوات من التعليم ما بعد الثانوي، ويكون بعد سنتين مخصصتين للمعرفة العلمية والطبية الأساسية (الكيمياء والفيزياء وعلم الأحياء، التشكل، التشريح، الأنسجة وغيرها)، ثم يكون التركيز خاص على الممارسة ومسؤوليته تجاه المرضى في الأربع سنوات الأخيرة. برامج التخصص تكون من 3 - 4 سنوات (القبول يكون بالمنافسة) وتكون ممكنة بعد أن يتم الانتهاء من 3 سنوات على الأقل من الخبرة في العمل. تأسست أول مدرسة طب الأسنان في جامعة تشيلي في عام 1888. أما المؤسسات الأخرى التي توفر التعليم المهني للأسنان في شيلي فهي جامعة أوسترال دي تشيلي (Austral de Chile) منذ عام 2004، ونيفرزيداد دي كونسيبسيون (Universidad de Concepción) منذ عام 1919، وجامعة بونتيفيسيا ونيفرزيداد كاتوليكا دي تشايل (Pontificia Universidad Católica de Chile) (منذ عام 2009)، ونيفرزيداد دي فالبارايسو (Universidad de Valparaís) منذ عام 1952، ونيفرزيداد دي لا فرونتيرا (Universidad de la Frontera) (منذ عام 1992)، ونيفرزيداد دي تالكا (Universidad de Talca)، وهي جامعات حكومية، والجامعات الخاصة التالية: ونيفرزيداد فينيس تيراي (Universidad Finis Terrae)، ونيفرزيداد ناسيونال أندرس بيلو (Universidad Nacional Andrés Bello)، ونيفرزيداد مايور (Universidad Mayor)، ونيفرزيداد دي لوس أندس (Universidad de los Andes)، ونيفرزيداد ديجو بورتاليس (Universidad Diego Portales)، ونيفرزيداد ديل ديسارولو (Universidad del Desarrollo)، ونيفرزيداد سان سيباستيان (Universidad San Sebastián) ونيفرزيداد دي أنتوفاغاستا (Universidad de Antofagasta). بعد التأثر لعقود بكل من الأوروبيين (وخاصة من البلدان الناطقة بالألمانية)، وطب الأسنان في أمريكا الشمالية، فإن التعليم والممارسة التشيليين في طب الأسنان قد وصلا الآن إلى مستوى مكتف ذاتيا ويستفيد من مجموعة من المعاهد العليا والأساتذة والممارسين الذين يتمتعون بالمستوى المرتفع. وقد تطورت الأبحاث بوتيرة سريعة والعديد من المقالات تجد طريقها إلى المنشورات الدولية.

## كوستاريكا
يتم الإشراف على طب الأسنان من قبل كوليجيو دي سيروجانوس دنتيستاس دي كوستاريكا (Colegio de Cirujanos Dentistas de Costa Rica). يدرس أطباء الأسنان 6 سنوات في جامعة كوستاريكا في D.D.S. (بكالوريوس في جراحة الأسنان)، أو دورات مماثلة من مختلف الجامعات الخاصة. وكثيرا ما يشار إلى كوستاريكا باعتبارها واحدة من البلدان العشرة الأولى في العالم للسياحة العلاجية، بما في ذلك طب الأسنان.

## مصر
لطب الأسنان تاريخ طويل في مصر، حيث ظهرت مهنة طب الأسنان في وقت مبكر أي حوالي 3000 عام قبل الميلاد.
يدرس طب الأسنان في جامعات حكومية وخاصة في مصر:
1. كلية طب الأسنان، جامعة عين شمس
2. كلية طب الفم والأسنان، جامعة القاهرة.
3. كلية طب الأسنان، جامعة الإسكندرية.
4. كلية طب الأسنان، جامعة المنصورة.
5. كلية طب الأسنان، جامعة قناة السويس.
6. كلية طب الأسنان، جامعة طنطا.
7. كلية طب الأسنان، جامعة المنيا.
8. كلية طب الأسنان، جامعة الأزهر.
9. كلية طب الأسنان، الجامعة الحديثة للعلوم والآداب.(MSA)
10. كلية طب الأسنان، جامعة مصر الدولية.(MIU)
11. كلية طب الأسنان، الجامعة البريطانية.(BUE)
12. كلية طب الأسنان، جامعة 6 أكتوبر.(O6U)
13. كلية طب الأسنان، جامعة فاروس.(PUA)
14. كلية طب الأسنان، جامعة مصر للعلوم والتكنولوجيا.(MUST)
15. كلية طب الأسنان، جامعة المستقبل في مصر .(FUE)
16. كلية طب الأسنان، الجامعة الروسية المصرية.(ERU)
17. كلية طب الأسنان، الأكاديمية العربية للعلوم والتكنولوجيا والنقل البحري (AAST)

وهناك نقابة لجميع أطباء الأسنان والتي تنظم العمل في عيادات طب الأسنان بالتعاون مع وزارة الصحة. حتى يتمكن أطباء الأسنان من الممارسة، ينبغي أن يكونوا مسجلين في نقابة الأسنان. يكمل أطباء الأسنان الدراسة لمدة 5 سنوات بالإضافة إلى سنة من الممارسة في طب الأسنان أو المستشفيات العامة في البلاد. تعطي معظم الجامعات الحكومية تعطي درجة البكالوريوس والماجستير والدكتوراه في جميع مجالات طب الأسنان. ومع ذلك، يعد الحصول على فرصة للدراسات العليا في مجال تقويم الأسنان أمرا صعب نوعا ما وفقا للعديد من ممارسي الأسنان في العموم في مصر.

## أوروبا
وتوجد في جميع البلدان الأوروبية، خدمات طب الأسنان العامة و/أو الإعانات  التي تكفل حصول معظم المواطنين (إن لم يكن جميعهم) على خدمات طب الأسنان التي يحتاجونها بغض النظر عن قدراتهم على الدفع. ويمكن الاطلاع على المعلومات المتعلقة بالمستويات مختلفة من توفير رعاية الأسنان في جميع أنحاء أوروبا في دليل ممارسة الأسنان، التي نشرها مجلس أطباء الأسنان الأوروبي.

## فنلندا
في فنلندا، التعليم في طب الأسنان هو عبارة عن ليسانس 5 سنوات ونصف  (DMD أو DDS)، والذي يكون بعد التخرج من المدرسة الثانوية. التقديم يكون من خلال امتحان دخول كلية طب الأسنان وكلية الطب. اعتبارا من عام 2011، توفر طب الأسنان من قبل كليات الطب في 4 جامعات
:
- جامعة هلسنكي
- جامعة توركو
- جامعة أولو
- جامعة شرق فنلندا، Kuopio Campus

 المرحلة الأولى من التدريب تبدأ مع التدريبات قبل السريرية وهي سنتين موحدة لأطباء الأسنان والأطباء. يتم استخدام التعلم القائم على حل المشاكل (PBL) اعتمادا على الجامعة. أما العام الثالث الخريفي يتكون من المرحلة السريرية-النظرية في علم الأمراض، وعلم الوراثة، والأشعة والصحة العامة، وترتبط بشكل جزئي مع المرحلة الثانية للأطباء. المرحلة الثالثة من التدريب السريري تستمر لمدة 3 سنوات، وتشمل فترات على استعداد في مركز المستشفى المركزي للحوادث، وعيادة أمراض الفم والوجه والفكين، وفي عيادة الأطفال. المرشحين الذين يكملون بنجاح السنة الرابعة من التدريب يتأهلون لدورة الصيف المدفوعة في المركز الصحي المجتمعي الذي يختارونه.
يتم تشجع أبحاث الدكتوراه بقوة وهي إلزامية جنبا إلى جنب مع التدريب على الدراسات العليا. التدريب بعد التخرج يكون متاح في جميع الجامعات الأربع، ويستمر لـ4-6 سنوات إضافية.

## غيانا
تعد جامعة تيكسيلا الأمريكية من جامعة طب الأسنان في غيانا. يتدرب الطلاب في شيدي جاغان ومستشفيات الأسنان الأخرى للحصول على درجة.

## هونغ كونغ
يجب على المرء أن يكمل 6 سنوات بكالوريوس في جراحة طب الأسنان (B.D.S.) ليصبح طبيب أسنان . ففي جامعة هونغ كونغ يتعلم الطلاب العلوم الصحية الأساسية، وعلوم الأسنان في إطار منهج التعلم القائم على المسائل. وبالإضافة إلى ذلك، يتم تحديد التدريب الرسمي والممارسة تحت إشراف. ومن المقبول أنه بعد إتمام خمس سنوات فقط من هذا التدريب سوف يحقق المتدربون مستوى أعلى من الكفاءة المهنية
.
يمكن للخريجين دخول الممارسة العامة أو استكمال تحضير درجة التخصص بعد اكتساب 1-2 من سنوات الخبرة في العمل.
حصل معظم أطباء الأسنان الممارسين على درجة طب الأسنان من الفلبين، وذلك
قبل تأسيس كلية طب الأسنان في جامعة هونغ كونغ (في عام 1980).

## الهند
في الهند، التدريب في مجال طب الأسنان يكون خلال 5 سنوات BDS (بكالوريوس في جراحة الأسنان)، والذي يتضمن 4 سنوات دراسية وسنة التدريب الإلزامي. في عام 2010، كان هناك ما مجموعه 291 كلية (39 تديرها الحكومة و 252 في القطاع الخاص) توفر تعليم طب الأسنان. فيكون عدد الخريجين سنويًا 23690 خريج. وينظم تعليم طب الأسنان في الهند من قبل مجلس طب الأسنان في الهند.
في معظم الولايات 15% من مقاعد كلية طب الأسنان في الولاية يتم شغرها علر امتحان دولي تجريه CBSE (المجلس المركزي للتعليم الثانوي). المقاعد المتبقية من قبل السلطات المعنية بالولاية. بعض الجامعات المستقلة تجري اختبارات الاختيار الخاصة بها. الاختيار لكليات الأسنان الخاصة تختلف وتتطلب عادة دفع رسوم أعلى.
يكون تدريب الدراسات العليا لمدة ثلاث سنوات في التخصص. يتم تقديم ماجستير في جراحة الأسنان (MDS) في التخصصات التالية:
- الاستعاضة السنية
- طب أمراض اللثة
- جراحة الوجه والفكين
- العلاج التحفظي وعلاج الجذور
- تقويم الأسنان
- علم أمراض الفم وعلم الأحياء الدقيقة
- طب أسنان الصحة العامة
- طب أسنان الأطفال وطب الأسنان الوقائب
- طب أمراض الفم وعلم الأشعة

الاختيار لدورات الدراسات العليا هي من خلال امتحانات القبول الوطنية أو الدولة وتكون تنافسية للغاية. بالإضافة إلى ذلك وتقدم دورات لمدة عامين بشهادات في ميكانيكا الأسنان ونظافة الأسنان.

## إيران
في إيران يحتاج أطباء الأسنان إلى ست سنوات من التعليم ما بعد الثانوي. البرنامج كله عبارة عن درجة واحدة من D.D.S. (طبيب في جراحة الأسنان). بعد ذلك، أولئك الذين يرغبون في التخصص في مجال معين يقومون بمتابعة التعليم العالي. وعند التخرج، قد يحتاج طبيب الأسنان إلى استيفاء سنتين من الخدمة العسكرية (كطبيب أسنان في الزي الرسمي للذكور) أو الخدمة الحكومية (ذكورا وإناثا) من أجل جمع درجات كافية للبدء في الممارسة الخاصة. الجامعات الحالية التي تقدم طب الأسنان هي:
- جامعة طهران للعلوم الطبية.
- جامعة شهيد بهشتي للعلوم الطبية
- جامعة أصفهان للعلوم الطبية
- جامعة مشهد للعلوم الطبية
- جامعة شيراز الدولية للعلوم الطبية
- جامعة جنديسابور الأهوازية للعلوم الطبية
- جامعة جازفين
- جامعة زاهدان
- جامعة تبريز للعلوم الطبية
- جامعة بابول
- جامعة رشت
- جامعة يزد
- جامعة كيرمان
- جامعة حامدان
- جامعة أزاد (خوراسغان-أصفهان)
- جامعة أزاد (طهران)[وصلة مكسورة]

## إسرائيل
يوجد في إسرائيل كليتان لطب الأسنان هما: الجامعة العبرية - وجامعة هداسا لطب الأسنان في القدس، التي أسسها الأخوان ألفا أوميغا وكلية طب الأسنان بجامعة تل أبيب في تل أبيب. وتقدم هاتان الجامعتان درجة البكالريوس في طب الأسنان. وبالإضافة إلى ذلك، هناك مراكز متعددة للدراسات العليا بعد التخرج مثل مشفى رامبام في حيفا ومركز برزيلاي الطبي في عسقلان. وتتولى القوات الطبية التابعة لقوات الدفاع الإسرائيلية برامج ما بعد التخرج في مركز شيبا الطبي في تل هشومير
.

## إيطاليا

### التنظيم
في إيطاليا يكمل أطباء الأسنان 6 سنوات كاملة من الدراسة الجامعية للحصول على الدرجة. مع ذلك، فمن الممكن الاتفاق على بعض الكفاءات السريرية الأساسية المشتركة بين جميع الدول الأعضاء في الاتحاد الأوروبي.
ينظم القبول في كلية طب الأسنان عن طريق اختبار القبول، وهو نفس اختبار القبول للطب، مؤلف من 80 سؤال حول خمسة مواضيع: علم الأحياء والكيمياء والرياضيات والفيزياء والمعرفة العامة. عدد القبول يختلف في كل جامعة.
وفيما يلي مثال على واحد على الكفاءة السريرية (استئصال جذر الأسنان المدفونة): إذا كان الطبيب يعتبر مؤهل سريريًا في الاستئصال الجراحي للجذر المدفون، وهذا يعني أكثر بكثير من القدرة التقنية والجراحية المطلوبة لاستئصال جذر مدفون في السنخ وهو يشمل مجموعة واسعة من المعرفة قبل السريرية والسريرية والفهم الذي يستند إليه العلاج الجراحي. 

### مدارس طب الأسنان الإيطالية
بحلول شهر يوليو عام 2012، كان هناك 31 مدرسة طب أسنان في إيطاليا. وهم:
(1) جامعة ماركي التقنية
(2) جامعة نابولي فيدريكو الثاني
(3) جامعة نابولي الثانية
(4) جامعة باري
(5) جامعة بولونيا
(6) جامعة بريشا
(7) جامعة كالياري
(8) جامعة كاتانيا
(9) جامعة كييتي
(10)  جامعة فيرارا
(11) جامعة فلورنسا
(12) جامعة جنوة
(13) جامعة إنسوبريا
(14) جامعة لاكويلا
(15) جامعة مسينا
(16) جامعة ميلانو
(17) جامعة مودينا وريدجو إميليا
(18) جامعة بادوفا
(19) جامعة باليرمو
(20) جامعة بارما
(21) جامعة بافيا
(22) جامعة بيروجا
(23) جامعة بيزا
(24) جامعة روما سابينزا
(25) جامعة القلب المقدس الكاثوليكية
(26) جامعة روما تور فيرغاتا
(27) جامعة ساساري
(28) جامعة سيينا
(29) جامعة تورينو
(30)  جامعة ترييستي
(31) جامعة فيرونا

## ماليزيا
قدم أول برنامج لشهادة طب الأسنان في ماليزيا بجامعة مالايا. إدارة المؤهل والاعتراف به يكون من قبل المجلس الماليزي لطب الأسنان، وواحدة من الجمعيات الرائدة التي تمثل جراحي طب الأسنان في ماليزيا وهي رابطة طب الأسنان الماليزي.
جراحات طب الأسنان (أو كما هو معروف عيادات طب الأسنان) في ماليزيا مطالبون بأن تكون مسجلة ومصرحة في ماليزيا عبر وزارة الصحة تحت مرافق الرعاية الصحية وخدمات قانون عام 1998. وهو شرط أن جميع جراحي طب الأسنان يحمل «شهادة ممارسة سنوية» صالحة. أطباء الأسنان الأجانب أصحاب المؤهلات من دول أخرى غير مسموح لهم بالحصول على شهادة ممارسة سنوية إلا إذا كانوا يدرسون أو يقومون بإلقاء المحاضرات في التعليم العالي. 

## مالطا
أول دورة مؤدية إلى درجة في جراحة الأسنان، في جامعة مالطا، بدأت في عام 1933. وقد تم الاعتراف بالمؤهل من قبل المجلس الطبي للمملكة المتحدة في عام 1936.
تأسست جراحة الأسنان ككلية منفصلة في عام 1954، والتي كانت في السابق تحت إشراف مجلس الدراسات داخل كلية الطب والجراحة. الكلية تستقبل 8 طلاب سنويًا. يتم منح درجة B.Ch.D بعد الانتهاء من دورة مدتها 5 سنوات.

## هولندا

### التنظيم
يجب أن يكون جميع أطباء الأسنان الممارسون للمهنة مشتركون في السجل الطبي الوطني المسمى بيج-ريجيستر (BIG-Register). التسجيل يمكن مراجعته بحرية من خلال شبكة الإنترنت، إذا كان المرء يريد أن يتحقق ما إذا كان طبيب الأسنان الخاص به حاصل على أوراق الاعتماد الصحيحة.

### التعليم
تم تغيير منهج طب الأسنان لتصبح فترة الدراسة 6 سنوات بدلا من 5 سنوات. هناك ثلاث مدارس طب الأسنان في هولندا:
- أمستردام (ACTA): وهو مشروع مشترك بين جامعة أمستردام (UvA) وجامعة فو أمستردام (VU)
- جامعة خرونينغن
- جامعة رادبود نايميخن

أقدم تعليم لطب الأسنان في هولندا كان يدرس في جامعة أوتريخت. تم إغلاق كلية طب الأسنان في أوترخت بسبب الاقتصاد الحكومي.

## نيوزيلندا
يتم الإشراف على طب الأسنان في نيوزيلندا من قبل مجلس الأسنان، في حين يتم الإشراف على التخصص أيضا من قبل الكلية الملكية الأسترالاسية لجراحي الأسنان.
جامعة أوتاغو هي مدرسة طب الأسنان الوحيدة في نيوزيلندا التي توفر التدريب الأكاديمي المطلوب. الدخول إلى مدرسة طب الأسنان الوحيدة في نيوزيلندا يتطلب من الطالب التنافس في دورة طب الأسنان السنة الثانية عبر دورة العلوم الصحية في السنة الأولى. عند دخول الدورة يبدأ الطلاب تعلمهم طب الأسنان في السنة الثانية من الدراسة الجامعية. مجموع الوقت لإكمال الدورة، بما في ذلك دورة تنافسية السنة الأولى، هو 5 سنوات من الدراسة الأكاديمية بدوام كامل.

## النرويج
تتوفر دراسة طب الأسنان لمدة خمس سنوات في الجامعات التالية:
- جامعة أوسلو
- جامعة برجن
- جامعة ترومسو

ويتم تنظيم جميع أطباء الأسنان في النرويج من خلال «تانليجيفورينينجن». تعد خدمات طب الأسنان مجانية للأطفال. بعض الإجراءات المعقدة مثل تركيب الأستعاضات الصناعية الجديدة وبعض جراحات الفم تغطى جزئيا من قبل الخدمات الصحية الوطنية، وعادة ما تكون بنسبة 50٪.

## باكستان
بدأ تاريخ طب الأسنان في باكستان قبل استقلال البلاد. تأسست أول جامعة لطب الأسنان في باكستان وأقدم مؤسسة لطب الأسنان كلية طب الأسنان De'Montmorency عام 1934 في لاهور من قبل حاكم البنجاب آنذاك السير جيف فيتز هارواي دي مونتمورنسي. في وقت لاحق في عام 1974، انضم معهد نيشتار لطب الأسنان للقائمة. كلية طب الأسنان de'Montmorency لديها تراث غني جدا من التميز الأكاديمي والسريري قبل وبعد الاستقلال. تاريخ طب الأسنان في باكستان هو في الواقع قصة التقدم في كلية طب الأسنان de'Montmorency . في الوقت الحاضر هناك 32 مدرسة طب الأسنان (الحكومية والخاصة) في جميع أنحاء باكستان، وفقا للمجلس الطبي وطب الأسنان الباكستاني الهيئة التنظيمية للدولة لديها ما يزيد على 11500 طبيب أسنان مسجل. وبعد التدريب لمدة أربع سنوات يتم الحصول على درجة البكالوريوس في جراحة الأسنان (BDS)، الأمر الذي يتطلب تدريبا إضافيا إلزاميا لمدة سنة واحدة ليكون طبيب أسنان مسجل في باكستان.
مؤسسات طب الأسنان
- de'Montmorency كلية طب الأسنان، لابور.
- كلية الطب في فيصل آباد
- كلية طب الأسنان في راولبندي
- قطاع طب الأسنان، جامعة لياقت للطب والعلوم الصحية، جامشورو، حيدرأباد
- كلية الطب وطب الأسنان في كراتشي
- جامعة لياقت للطب والعلوم الصحية، كراتشي
- كلية الطب وطب الأسنان في لاهور
- كلية طب الأسنان، UOL لاهور
- كلية الطب وطب الأسنان، لاهور
- كلية شارف للطب وطب الأسنان، لاهور
- معهد طب الأسنان CMH لاهور
- كلية طب الأسنان الإسلامية الدولية، إسلام أباد
- كلية إسلام أباد للطب وطب الأسنان، أسلام أباد
- كلية مارجالا لطب الأسنان، راولبندي
- قسم طب الأسنان، جامعة الطب وطب الأسنان، فيصل أباد
- معهد Dr. Ishrat ul Ebad Khan لعلوم طب الفم، كراتشي
- كلية Hamdard لطب الأسنان، جامعة Hamdard ، كراتشي
- معهد Altamash لطب الأسنان، كراتشي
- كلية Jinnah للطب وطب الأسنان، كراتشي
- كلية Baqai  لطب الأسنان، كراتشي
- كلية Fatima Jinnah لطب الأسنان في كراتشي
- كلية خيبر لطب الأسنان في بيشاور
- كلية Sardar Begum لطب الأسنان، بيشاور
- كلية طب الأسنان في لاركانا
- كلية بولان الطبية، كويته

## بيرو
في بيرو، يتطلب أطباء الأسنان خمس سنوات من التعليم ما بعد الثانوي في إحدى الجامعات. هناك العديد من الجامعات التي توفر التعليم لطب الأسنان. ثلاث سنوات الدراسة الأولى هي تعليم مماثل لمدارس الطب البشري، ثم في السنتين الرابعة والخامسة تكون لدراسة طب الأسنان والممارسات في العيادة الجامعية، وطلاب السنة الأخيرة يجب أن يحقق خدمات يتم تقييمها ومدفوعة الأجر في مستشفى عام وفي الأماكن الطبية الريفية (حيث لا توجد مستشفيات أو أطباء في مكان قريب، هو متكرر؛ انظر حالات الطب العام).يحصل الطلاب على درجة في طب الأسنان (بكلوريوس في طب الأسنان)، إذا كانوا يريدون ممارسة المهنة في بيرو يجب على الطلاب عمل ودعم أطروحة للحصول على درجة  Cirujano Dentista درجة (طبيب الأسنان الجراح). ويتم الإشراف على طب الأسنان من قبل Colegio Odontológico del Perú.
رعاية الأسنان في بيرو هي أقل تكلفة بكثير مما هي عليه في الولايات المتحدة الأمريكية والمكسيك وغيرها من البلدان الأمريكية والأوروبية أو الآسيوية والعيادات البيروفية المسجلة لديها مستوى جيد.
مدارس طب الأسنان البيروفية
ليما
- جامعة سان ماركوس الوطنية.
- Universidad Nacional Federico Villarreal.
- Universidad Peruana Cayetano Heredia.
- Universidad de San Martín de Porres.
- Universidad Inca Garcilaso de la Vega.
- Universidad Alas Peruanas.
- Universidad Privada San Juan Bautista.
- Universidad Científica del Sur.
- Universidad Norbert Wiener.
- Universidad Peruana de Ciencias Aplicadas.

أريكيبا
- Universidad Católica Santa María.

سيرو دي باسكو
- Universidad Daniel Alcides Carrión.

تشيمبوت
- Universidad Los Ángeles de Chimbote - ULADECH.

قوسقو
- Universidad Andina del Cuzco.
- Universidad Nacional De San Antonio Abad del Cuzco.

وانكاشو
- Universidad Peruana de los Andes.

هوانوكو
- Universidad Nacional Hermilio Valdizán.

تاكنا
- Universidad Privada de Tacna.
- Universidad Nacional Jorge Basadre Grohmann.

تروخيو
- Universidad Nacional de Trujillo.
- Universidad Privada Antenor Orrego.

موكيجوا
- Universidad José Carlos Mariátegui.

ايكا
- Universidad Nacional San Luis Gonzaga de Ica.

إكيتوس
- Universidad Nacional de la Amazonía Peruana - UNAP.
- Universidad Científica del Perú - UCP.

بونو
- Universidad Nacional del Altiplano.[8]

## الفلبين
يجب على معظم أطباء الأسنان في الفلبين الحصول على ما مجموعه 6 سنوات من كلية طب الأسنان (2 سنوات تحضيرية، 4 سنوات أصولية) للحصول على درجة دكتوراه في طب الأسنان (.D.M.D). في الوقت الحاضر، يوجد في البلاد ما مجموعه 25 مدرسة لطب الأسنان، والتي يتم فيها إدارة ترخيص المجلس وينظمها مجلس طب الأسنان من لجنة التنظيم المهني.
- Adventist University of the Philippines
- Ago Medical and Educational Cente
- Cebu Doctors' University
- Centro Escolar University
- Davao Medical School Foundation
- De Ocampo Memorial College
- Emilio Aguinaldo College
- Iloilo Doctors' College
- Our Lady of Fatima University
- Lyceum-Northwestern University
- Lyceum of the Philippines University, Batangas
- Manila Central University
- Medina College Pagadian City
- Mindanao Medical Foundation College
- Misamis University
- National University (Philippines)
- Southwestern University (Philippines)
- Unciano Paramedical Colleges
- University of Baguio
- University of the East College of Dentistry
- University of Perpetual Help System
- جامعة الفلبين
- جامعة فيزاياس
- Virgen Milagrosa University Foundation

## بولندا
NFZ (صندوق الصحة الوطني) في بولندا يوفر تغطية 100٪ فقط لخدمات صحة الأسنان الأساسية.

بعض الخدمات تحت NFZ لرعاية الأسنان: 
- الفحص الطبي مع تعليمات نظافة الأسنان (مرة واحدة في السنة)
- مراقبة الفحص الطبي (ثلاث مرات في السنة)
- علاج تسوس الأسنان
- علاج الجذور من قناة واحدة (عادة T1 إلى T3)
- إزالة الجير
- علاج الغشاء المخاطي للفم
- إزالة الأسنان وبعض العمليات الجراحية
- الفموي RTG
- التخدير

## البرتغال
جميع مدارس الأسنان هي دخول جامعي في البرتغال. بعد تخرجه من المدرسة الثانوية، يطلب من الطلاب اتخاذ برنامج الأسنان لمدة 5 سنوات لاستكمال درجة DDS/DMD. هناك 7 مدارس طب أسنان مع 3 منها حكومية.
- Faculdade de Medicina Dentária - Universidade de  لشبونة http://www.fmd.ul.pt/
- Faculdade de Medicina Dentária - Universidade do Porto https://sigarra.up.pt/fmdup/pt/web_page.inicial
- Faculdade de Medicina - Universidade de Coimbra http://www.uc.pt/fmuc/

### الجامعات الخاصة
- Instituto Superior Ciências da Saúde Egas Moniz http://www.egasmoniz.com.pt/
- Instituto superior de ciências da saúde - Norte https://web.archive.org/web/20130601201553/http://www.cespu.pt/en-GB
- Faculdade de Ciências da Saúde - Universidade Fernado Pessoa http://www.ufp.pt/
- Centro Regional das Beiras - Universidade Católica Portuguesa http://icm.crb.ucp.pt/

## سلوفاكيا
في سلوفاكيا، يكمل أطباء الأسنان 6 سنوات من الدراسة الجامعية لكسب .MDDr درجة (lat. Medicinae Dentalis Doctor).الحاصل على .MDDr يمكن أن يؤدي التدخلات العلاجية في مجال العلاج التحفظي، والاستعاضة السنية وعلاج الجذور. لإجراء تقويم الأسنان والجراحات السنية العظمية مطلوب دورة الدراسات العليا لمدة سنتين. أما بالنسبة لجراحة الوجه والفكين فتكون عبارة عن 4 سنوات من الدراسات العليا. كما يمكن لخريج الطب العام (بعنوان .MUDr) الاتحاق بدورة لجراحة الفم والوجه والفكين، ولكن دورة التخدير تستغرق 5 سنوات. يتم تقديم تعليم الأسنان في جامعتين: جامعة كومينيوس في براتيسلافا وجامعة بافول جوزيف سفاريك في كوشيتسه. الخريجين يعملون تحت إشراف أطباء مهرة لمدة 3 سنوات على الأقل للحصول على ترخيصهم من الغرفة السلوفاكية لأطباء الأسنان. يتم دفع جزء من خدمة طب الأسنان من التأمين الصحي ولكن معظم العلاج المتعلق بـ (الحشوات، التعويضات) يدفع نقدا من قبل المريض.

## السويد
يتم تقديم تعليم الأسنان لمدة 5 سنوات في أربع جامعات:
- جامعة مالمو
- جامعة غوتنبرغ
- معهد كارولنسكا

يتم تنظيم معظم أطباء الأسنان في السويد من خلال "Tandläkarförbundet" التي تصدر أيضا المجلة العلمية «مجلة الأسنان السويدية». 
يتم توفير رعاية الأسنان في عيادات طب الأسنان الحكومية والخاصة. خدمات طب الأسنان مجانية للجميع حتى سن 20 سنة. من سن 20 فما فوق، هناك مبلغ للدولة والذي عادة ما يكون، اعتمادا على رسوم طبيب الأسنان ونوع الخدمة المقدمة للأسنان ، ويكون حوالي 10٪ - 15٪ من التكلفة الإجمالية. للحصول على خدمات طب الأسنان أكثر تكلفة فوق سن 65 يدفع المرضى فقط 7800 كرونة سويدية (~ 1000 $) بالإضافة إلى تكلفة المواد السنية التي تم استخدامها.
العنوان الإنكليزي المعطى لخريجي طب الأسنان في السويد هو D.D.S (درجة جامعية في طب الأسنان)y حتى عام 2013. بسبب تطبيق بولونيا (Bologna) غيرت المدارس الثانوية للأسنان لقب D.D.S إلى درجة الماجستير في العلوم في جراحة الأسنان، وكذلك منح لقب أكاديمي بحت من ماجستير العلوم (120 ساعة معتمدة) في علوم الأسنان.
جميع أطباء الأسنان في الاتحاد الأوروبي أو EES مؤهلين للعمل في السويد. ويطلب من أطباء الأسنان الذين لديهم امتحان خارج EES أن يأخذوا دورة لمدة عام في كارولينسكا في ستوكهولم. اعتبارًا من 15 أبريل 2016 يكون مطلوب اللغة السويدية بطلاقة أيضا لأطباء الأسنان مع امتحان من EES.

## تايوان
جميع مدارس طب الأسنان هي دخول جامعي في تايوان. بعد التخرج من المدرسة الثانوية، يطلب من الطلاب اتخاذ برنامج طب الأسنان 6 سنوات لاستكمال درجة DDS/DMD. القبول في مدارس الأسنان تنافسية في تايوان. فقط الطلاب الحاصلين على أعلى 3٪ من النتائج الأكاديمية في امتحان القبول في كلية تايوان المشتركة للقبول في تايوان سيتم قبولهم. وتبلغ الرسوم الدراسية لمدارس طب الأسنان حوالي 70,000-75,000 تود (2200-2400 دولار أمريكي) لكل فصل دراسي. ويطلب من الطلاب أيضا دفع رسوم إضافية للأدوات والمواد الأخرى في معظم الأحيان. يجب على الطلاب استكمال 5 سنوات من الدورات الطبية الأساسية وطب الأسنان المهني في جامعاتهم، تليها سنة من التدريب قبل التخرج. خلال العطلة الصيفية، ينصح الطلاب بالحصول على خبرة للمستقبل. أول مدرسة طب الأسنان في تايوان تنتمي إلى مدرسة طب الأسنان في جامعة تايوان الوطنية التي تأسست في عام 1953. وهناك حاليا 7 مدارس طب الأسنان في تايوان:
- جامعة الصين الطبية (تايوان) www.cmu.edu.tw
- Chung Shan Medical University www.csmu.edu.tw
- Kaohsiung Medical University www.kmu.edu.tw
- National Defense Medical Center www.ndmctsgh.edu.tw
- جامعة تايوان الوطنية www.ntu.edu.tw
- جامعة يانغ مينغ الوطنية www.ym.edu.tw
- Taipei Medical University www.tmu.edu.tw

## تايلاند
المجلس التايلاندي لطب الأسنان أنشئ عام 1994، هو الهيئة الإدارية الرائدة في مجال طب الأسنان، ويقوم الآن على صياغة متطلبات الكفاءة الموحدة لممارسين طب الأسنان، وبالتالي التأثير بشكل مباشر على برامج التدريس في مدارس طب الأسنان. تلعب وزارة الصحة العامة دور هام في تخطيط القوى العاملة في مجال طب الأسنان لخدمات الصحة العامة للأسنان. ويعمل المجلس التايلندي لطب الأسنان ووزارة الصحة العامة واتحاد مدارس طب الأسنان معا للترويج لتعليم طب الأسنان القائم على العلم. وبالإضافة إلى ذلك، تولي الحكومة التايلاندية مزيدا من الأهمية للصحة العامة لطب الأسنان لمواطنيها.
عام 2007 بلغ عدد أطباء الأسنان التايلانديون في القوى العاملة 7175,2093,1400 و 76 لأطباء الأسنان وممرضين الأسنان والمساعدين، وفنيين المختبرات. وفي عام 2009، بلغ عدد أطباء الأسنان في القطاع العام 382 3 طبيبا وفي القطاع الخاص451 4. كان هناك 849 و 218 طبيب أسنان في الجامعة والجيش.

## المملكة المتحدة

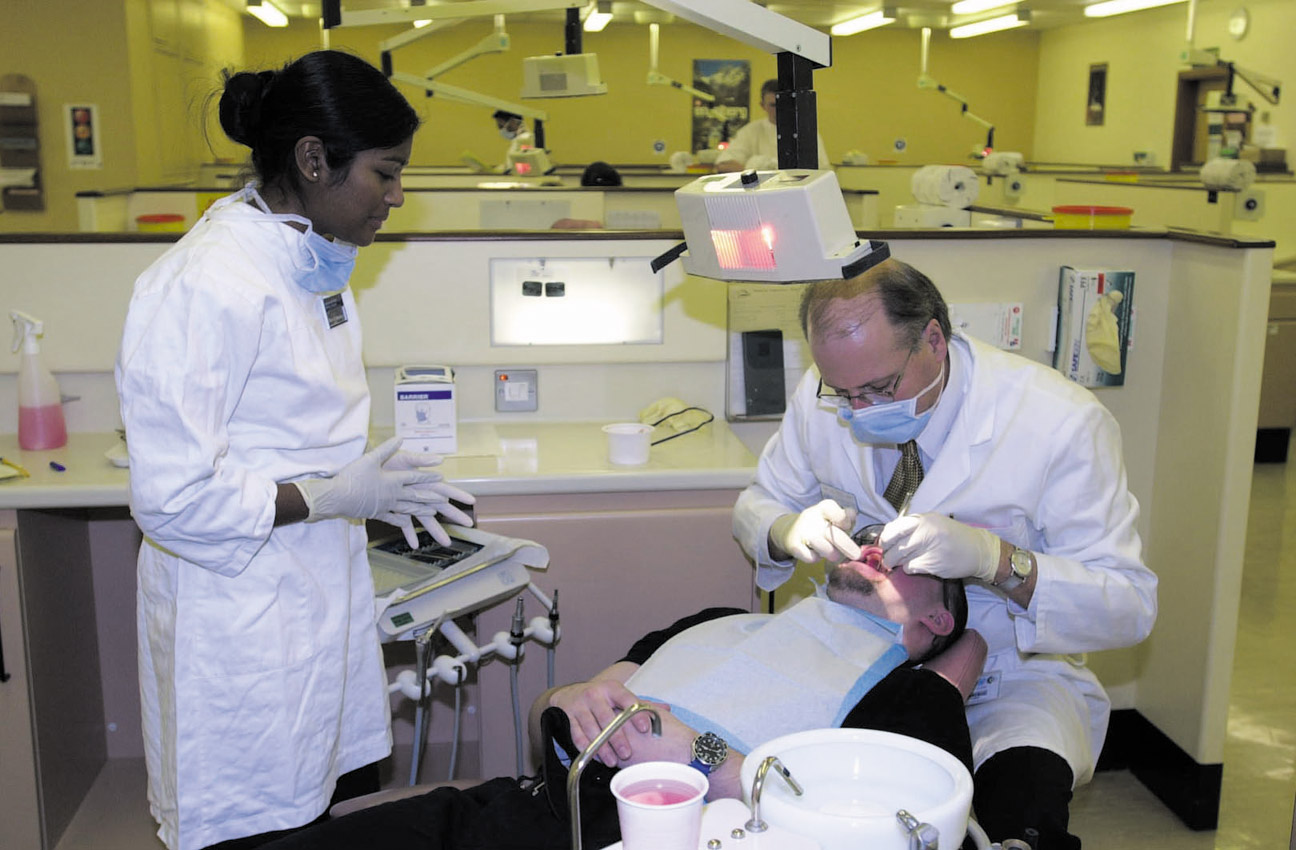
طبيب أسنان NHS يؤدي اختبارًا

### التعليم والتسجيل
في المملكة المتحدة، يستكمل أطباء الأسنان 5 سنوات من الدراسة الجامعية لكسب B.D.S. أودرجة BChD. بعد تخرج معظم أطباء الأسنان يدخلون التدريب المهني، لمدة سنة أو سنتين، للحصول على تسجيلهم الصحي الوطني الكامل. يجب على أطباء الأسنان التسجيل لدى G.D.C. (مجلس الأسنان العام)، وتلبية متطلباتهم كهيئة إدارة للمهنة، قبل أن يسمح لهم بالممارسة. يعرف قانون أطباء الأسنان لعام 1957 طب الأسنان بقصد قصر ممارسة طب الأسنان على تلك الموجودة في سجل الأسنان. وقد قدم التعريف التالي: «لأغراض هذا القانون، تعتبر ممارسة طب الأسنان تشمل أداء أي عملية من هذا القبيل، وإعطاء أي علاج أو مشورة أو حضور مثلما يتم عادة أو يعطى من قبل أطباء الأسنان.»
هناك ستة عشر مدرسة لطب الأسنان في المملكة المتحدة، خمسة منها هي برامج دخول الخريجين، والاعتراف فقط بالمتقدمين. وبالتالي فإن المنافسة على الأماكن شرسة (تقريبا 1 مرشح ناجح معترف به في كل 26 المتقدمين في عام 2013). نظرا لانخفاض أعداد مدارس طب الأسنان، يكون تمويل بناء وتطوير الخدمات في المدارس مرتفعا جدا. الجامعات البريطانية المعروفة التي تقدم دورات طب الأسنان هي جامعات ليدز، ليفربول، غلاسكو، كارديف، كوينز بلفاست،برمنغهام،بريستول، دندي، مانشستر، بليموث، شيفيلد، كوين ماري، لندن وكينغز كوليج لندن. اعتبارا من عام 2013، الجامعات الوحيدة في المملكة المتحدة التي تقدم بالتدريس 4 سنوات بدخول برنامج BDS هي ليفربول، كلية كينغز لندن، بلسمد، أوكلان وأبردين.

### ممارسة طب الأسنان
يمكن لأطباء الأسنان القيام بأعمال في إطار دائرة الصحة الوطنية أو من القطاع الخاص. يمكن أن يختار أي من هذه البدائل، أو كليهما.

## الولايات المتحدة
في الولايات المتحدة طب الأسنان عادة ما يمارسه أطباء الأسنان الذين أكملوا دورة الدراسات العليا للتعليم المهني. وقد أدى ذلك إلى جودة عالية من الرعاية. مع استثناءات قليلة فقط، لا برامج الرعاية الصحية التي ترعاها الحكومة مثل Medicare ولا Medicaid تغطي علاج الأسنان الروتيني.

### تعليم الأسنان في الولايات المتحدة
هناك فرص محدودة لتعليم طب الأسنان في الولايات المتحدة مع 4440 خريج في عام 2003، بانخفاض من 5750 خريج عام 1982. هناك حركة قليلة أو معدومة من قبل جمعية طب الأسنان الأمريكية ADA, أو الولايات لتوسيع نطاق تعليم الأسنان. وبسبب التدريب العملي المطلوب، فإن تعليم طب الأسنان باهظ التكلفة وغير مدعوم من الحكومة الاتحادية. متوسط خريجي طب الأسنان يتخرجون ولديهم أكثر من 200,000 $ من الديون.
في الولايات المتحدة أطباء الأسنان يحصلون إما على درجة D.D.S. (دكتوراه في جراحة الأسنان) أو دكتوراه في الطب (دكتوراه في طب الأسنان). ليس هناك فرق في التدريب لأي درجة. الدرجتين متعادلتين وتعترف بالتساوي من قبل جميع مجالس الدولة من طب الأسنان. هناك 56 مدرسة طب الأسنان المعتمدة في الولايات المتحدة التي تتطلب 4 سنوات من الدراسات العليا (باستثناء برنامج فريد من نوعه لمدة 3 سنوات في جامعة المحيط الهادئ). وقد حصل معظم المتقدمين لمدرسة طب الأسنان على ما لا يقل عن B.S. أو B.A. إلا أنه يتم قبول نسبة صغيرة بعد إتمام دورات محددة مسبقا فقط. لذلك على عكس العديد من البلدان الأخرى (بخلاف الولايات المتحدة وكندا وأستراليا)، عادة ما يستغرق أكثر من 8 سنوات لتصبح طبيب الأسنان.
يتم تنظيم الترخيص على ثلاثة مستويات في معظم المناطق. يجب على العديد من أطباء الأسنان الحصول على البورد الوطني، البورد الإقليمي، ومن ثم اتخاذ امتحان علم القانون المقبول من قبل الولاية لتلبية متطلباتهم للحصول على رخصة الولاية. ولا تتطلب جميع الولايات أو تقبل حتى البورد الإقليمي. على الرغم من أن رخصة الولاية صالحة فقط في الولاية المصدرة، بسبب البورد الإقليمي طبيب الأسنان قد يكون قادر على التقدم بطلب للحصول على ترخيص في أي ولاية أخرى ضمن ولايات البورد الإقليمي. هناك العديد من الاتفاقيات التعاونية بين الولايات التي تسمح بالاعتراف برخصة ولاية أخرى للحصول على ترخيص إما عن طريق «الترخيص عن طريق أوراق الاعتماد» أو «الترخيص بالمثل». على الرغم من أن امتحان الترخيص الوطني لم يتم بعد، فقد عملت جمعية طب الأسنان الأمريكية (ADA) مع التعليم وفحص المجموعات لتشكيل هذا الامتحان.
طبيب الأسنان قد يستمر بالمزيد من التدريب في تخصص الأسنان الذي يتطلب من 1 إلى 7 سنوات إضافية من التدريب ما بعد الدكتوراه. هناك 9 تخصصات طب الأسنان معترف بها. وتشمل العلاجات اللبية (علاج قناة الجذر)، وأمراض الفم والوجه والفكين، وعلم أشعة الفم والوجه والفكين، طب أسنان الأطفال، اللثة ، التعويضات السنية (إعادة بناء الأسنان المعقدة)، تقويم الأسنان (تحريك الأسنان)، جراحة الفم والوجه والفكين، والصحة العامة للأسنان. لا يوجد تخصص في طب الأسنان التجميلي أو زراعة الأسنان. يحظر على أطباء الأسنان أن يدعوا أنهم متخصصون في مجالات الممارسة التي لا يوجد تخصص معترف بها. وقد يحدون من ممارساتهم في مجال واحد من طب الأسنان، ويدعون أن ممارستهم تقتصر على تلك المنطقة.
يمكن لأي طبيب أسنان عام أن ينفذ الإجراءات المنصوص عليها في التخصصات المحددة إذا رأى نفسه متمكنًا. العديد من أطباء الأسنان يتدربون في بعض جوانب التخصصات المذكورة أعلاه مثل زرع الأسنان، والاستعاضة السنية وعلاج الجذور، ويحددون أو يركزون بشدة ممارساتهم على هذه التخصصات. عندما يقوم طبيب الأسنان العام بأي إجراء يقع ضمن مجال التخصص، فمن المتوقع أن تؤدي بنفس المستوى من الخبرة كخبير معتمد ويتم الاحتفاظ بها قانونيا لهذه المعايير فيما يتعلق بأي قضايا سوء الممارسة.